# Nyctimantis rugiceps
Nyctimantis rugiceps, è una specie di rana appartenente alla famiglia delle Hylidae. È stata per lungo tempo l'unica specie facente parte del genere Nyctimantis, prima che Nyctimantis galeata fosse formalmente cambiata a questo genere. Questa specie si può trovare in Ecuador, Perù, Colombia e Brasile, su tutto il percorso del Rio delle Amazzoni e dei suoi affluenti. Il suo habitat naturale sono le foreste tropicali o subtropicali umide. 
Questa specie si riproduce nelle canne di bamboo e all'interno di buchi negli alberi, dove gli esemplari femminili depongono e crescono i girini su uova trofiche non fecondate.